# Thorshøj
Thorshøj er en by i Vendsyssel med 261 indbyggere  (2025), beliggende 25 km sydøst for Hjørring, 15 km vest for Sæby og 20 km sydvest for Frederikshavn. Byen hører til Frederikshavn Kommune og ligger i Region Nordjylland. I 1970-2006 hørte byen til Sæby Kommune.
Thorshøj hører til Torslev Sogn. Torslev Kirke ligger 2 km nordøst for Thorshøj.

## Faciliteter
Børnene går i skole i Østervrå 4 km mod vest, men ellers har Thorshøj efterhånden fået de øvrige børnefaciliteter. I 1991 undersøgte Thorshøj Borgerforening muligheden for at få en børnehave i byen, fordi børnene enten kom i børnehave i nabobyerne, hvor der var lange ventelister, eller blev hos dagplejerne indtil skolealderen. Man blev enig med Sæby Kommune om en børnehave, normeret til 22 børn. Men det kneb med at finde et passende hus til den, så det endte med at man med frivillig arbejdskraft opførte en tilbygning til Try Thorshøj Boldklubs klubhus. Den stod klar 1. oktober 1992, men efter få år blev pladsen for trang, og man ønskede sig også en klubafdeling. Den stod klar i marts 1997 som et hus, der med en overdækket glasgang er bygget sammen med den første tilbygning. Da skolereformen medførte, at børnene skulle gå i SFO på skolen, blev det aftalt at børnene fra Thorshøj skulle gå i SFO i byens eget børnehus. Endelig blev der i august 2015 etableret vuggestue i børnehuset, som nu har i alt 58 børn i alderen 0-10 år og 5 fastansatte medarbejdere.
Vendelbokroen er byens samlingspunkt og valgsted.

## Historie
Det høje målebordsblad fra 1800-tallet viser kun en smedje ved det landevejskryds, som Thorshøj opstod omkring. 1 km mod nordøst lå Ris Fattiggård. I 1901 var Thorshøj kun en samling huse.

### Stationsbyen
Thorshøj fik station på Hjørring-Hørby Jernbane (1913-53). Stationen havde 92 m læssespor og var i 1930-31 banens tredjebedste med ca. 12.000 rejsende og 2.800 tons ankommende gods, mest kunstgødning og foderstoffer. Da banen åbnede, var der 15 huse og 7 næringsdrivende med handel og håndværk. 25 år efter var der ca. 60 huse og 22 butikshandlende og et par håndværksmestre. Det lave målebordsblad, som er tegnet efter åbningen af banen, viser mejeri, mølle, bageri, skole og missionshus. Senere fik byen også en cementvarefabrik.
Stationsbygningen er bevaret på Stadionvej 11.
I 2012 var der arbejde omkring opstilling af fire vindkraftværker 3,5 kilometer nord for Thorshøj ved ejendommen Højstrup.

### Folketal
| 1925 | 1930 | 1935 | 1940 | 1945 | 1950 | 1955 | 1960 | 1965 |
| ---- | ---- | ---- | ---- | ---- | ---- | ---- | ---- | ---- |
| 249  | 308  | 309  | 317  | 330  | 349  | 335  | 333  | 363  |

I 1930, da byen havde 308 indbyggere, var sammensætningen efter erhverv: 53 levede af landbrug, 98 af industri og håndværk, 53 af handel, 42 af transport, 3 af immateriel virksomhed, 28 af husgerning, 28 var ude af erhverv og 3 havde ikke angivet oplysninger.